# Países Baixos nos Jogos Olímpicos de Verão de 1992
Os Países Baixos competiram nos Jogos Olímpicos de Verão de 1992, realizados em Barcelona, Espanha.